# Hiersj
Le hiersj est un dialecte local du quartier d'Heer à Maastricht présent dans l'ancienne commune du même nom. Il s'agit d'un dialecte du maastrichtois, proche de l'amies, présent dans l’ancienne commune du même nom.
Hier n'est pas un nouveau quartier mais un ancien village qui fut intégré à Maastricht. Jusqu'en 1970, il s'agissait d'une municipalité indépendante. Par conséquent, un dialecte particulier – proche des autres dialectes de l'Heuvelland – s'y est formé. Cependant, contrairement à ses dialectes – le meersjes, mergraotes, l’èèsjdes, il fut fortement influencé par le maastrichtois tôt dans le passé.

## Caractéristiques

### Influence du maastrichtois
Le principal point commun avec le maastrichtois concerne les voyelle. Le moyen néerlandais ie (prononcé ieë) est resté ie en maastrichtois et en hiersj. C'est la raison pour laquelle le nom du quartier s'écrit toujours Hier en hiersj (en comparaison avec le meersjes Hjèr, le valkebergs Hièr, et le mergraotes Hieër). La même chose est arrivée avec oe dans des mots comme groet – en français « gros » – qui est devenu grwat en meersjes, groat en valkebergs et groeët en mergraotes).
Le passage du ij en ie, uu en ui, et oe en ou est aussi notable. Le verbe blijf – en français « rester » – donne le participe présent blieve. Le nom du comité d'action Hier blijf Hier, « Heer reste ici », est correcte en hiersj et en maastrichtois.

### Différences avec le maastrichtois
Des différences claires sont aussi présentes. La principale repose sur le fait que la ligne Panninger se trouve entre Heer et le quartier du Wyck. Cette ligne sépare la prononciation « à l'allemande » ou « à la néerlandaise » de mots tels que s(j)tein (« pierre » en français), s(j)lech (« mauvais » en français) et s(j)piet (« regret » en français). Les variantes en s- de ces mots sont en maastrichtois, celles en sj- sont en hiersj. La forme -sj est aussi très présente à la fin des mots : flesj (en français « bouteille ») en comparaison du maastrichtois fles. L'ajout du -sj après un -r-, peu importe sa position, est typique de l'Heuvelland. Cela peut se voir dans le nom du dialecte « Hiersj » (le nom du dialecte en maastrichtoirs est simplement « Hiers »).
Par ailleurs, le hiersj n'inclut pas certains éléments modernes du maastrichtois. La prononciation longue des voyelles n'est pas présente en hiersj. Cela peut aussi se voir à l'écrit : le mot maastrichtois vaan – « de » en français – s'écrit van en hiersj. Le son limbourgeois ae a été modifié en ee dans la quasi-totalité des mots maastrichtois, ce qui n'est pas le cas du hiersj (par exemple wae et gaere et leurs équivalents maastrichtois wee et gere).
Enfin, alors que le maastrichtois utilise souvent la forme ao la plupart des autres dialectes limbourgeois, dont le hiersj, utilise le aa. Ainsi les mots maastrichtois aon (« sur » en français), naom (« nom » en français) et taol (« langue » en français) s'écrivent aan, naam et taal en hiersj, comme dans les autres dialectes du limbourgeois.

## Revitalisation du dialecte
Du fait que Heer est devenu un quartier de Maastricht, beaucoup de résidents maastrichtois y ont emménagé augmentant de fait les contacts avec ce dialecte dominant. Cela a causé un important déclin du hiersj. Cependant, les résidents de Hiers font un effort pour maintenir leur langue vivante. En dépit de cela, le dialecte hiersj actuel est de plus en plus influencé par le maastrichtois bien qu'il conserve ses caractéristiques principales. Dans les années 1990, un dictionnaire trilingue hiersj-maastrichtois-néerlandais a été publié pour conserver un héritage de la langue et souligner les principales différences.

## Sources
- (li) Cet article est partiellement ou en totalité issu de l’article de Wikipédia en limbourgeois intitulé « Hiersj » (voir la liste des auteurs).